# الخالدية (الكويت)
الخالدية هي منطقة سكنية من مناطق دولة الكويت.

## تسميتها
سميت بهذا الاسم نسبة إلى الشيخ خالد العبد الله السالم الصباح نجل حاكم الكويت السابق الشيخ عبد الله السالم الصباح وشقيق حاكم الكويت السابق الأمير الوالد الشيخ سعد العبد الله الصباح، حيث أنه أول من أقام بها وبني له فيها قصراً ومزرعة خاصة.

## معالم تمتاز بها المنطقة
- عدد من كليات جامعة الكويت : كلية الهندسة والبترول، كلية العلوم وعمادة جامعة الكويت.
- نادي الخالدية للفتيات أو نادي الفتاة، وكان فيما سبق مزرعة الشيخ خالد العبد الله الصباح.
- مبنى منطقة العاصمة التعليمية.
- مقر رابطة الشباب الكويتي.